# Enrico Cavacchioli
Enrico Cavacchioli (Pozzallo, 15 marzo 1885 – Milano, 4 gennaio 1954) è stato un commediografo, giornalista e poeta italiano futurista, distintosi anche come librettista e critico.

## Biografia
Nacque a Pozzallo (Ragusa), da Vincenzo e da Silvia Federici, il 15 marzo 1885.
Trasferitosi a Milano, esordì nella letteratura influenzato dapprima dallo stile dannunziano, e successivamente da quello crepuscolare. Ben presto aderì al movimento futurista, e fu tra i firmatari del Manifesto, pubblicato a Parigi nel 1909. Il suo repertorio si contraddistinse per un'indagine attorno alla tematica della vita e della commedia borghese, analizzata in modo da far emergere l'elemento irrazionale e illusorio a scapito della banale e superficiale cronaca quotidiana.
La carriera artistica di Cavacchioli cominciò con una raccolta di versi, L'incubo velato (1906), che gli valse il Premio Nazionale della rivista "Poesia" diretta da Marinetti. Seguirono poi le raccolte Le ranocchie turchine del 1909 e Cavalcando il sole del 1914.
Fu critico del quotidiano "Il Secolo", direttore della rivista "Il Mondo", "Secolo Illustrato" e del periodico teatrale "Comoedia". Fu anche redattore capo della "Stampa" di Torino e direttore de "L'Illustrazione Italiana" (1935-1939). Nel secondo dopoguerra ebbe la direzione della Gazzetta di Parma.
Per quanto riguarda il teatro, principale attività della sua produzione artistica, Cavacchioli diede alla luce diversi lavori, che lo portarono ad essere affiancato a nomi del calibro di Luigi Chiarelli e Luigi Antonelli, per il teatro di matrice grottesca, e, talvolta, anche a Rosso di San Secondo e Pirandello.
Tra le sue commedie, basate sul denominatore comune dello sdoppiamento della personalità dei protagonisti e della irrazionalistica scomposizione  dei temi della commedia borghese, immerso in una atmosfera simbolista, ma sempre in una cornice grottesca e illusoria, si annoverarono: La campana d'argento (1913), L'uccello del paradiso (1919), La danza del ventre (1921), Allegoria della primavera (1923), L'oasi (1935), Le stelle del pozzo (1943); queste ultime due esprimenti una certa arretratezza tecnica e contenutistica che si manifestò con una profusione di sentimenti e di cronaca. Molte sue messinscena si risolsero in serate di battaglia tra gli spettatori.
Per la narrativa si ricordano i due romanzi Vamp del 1930 e Serenata celeste del 1932, ispirati da D’Annunzio e da Guido da Verona. Si dedicò anche alla scrittura di numerosi libretti per opera: Zingari (Milano 1912), tratto da Puškin, per la musica di Ruggero Leoncavallo; Marken, per la musica di Gianni Bucceri; I fuochi di san Giovanni, tratto da Hermann Sudermann, e Il donzello, entrambi per la musica di Ezio Camussi.
Morì a Milano il 4 gennaio 1954.

## Riconoscimenti postumi
Nella sua città natale, Pozzallo, gli è stata intitolata una via nel quartiere Scaro.

## Opere
- L'incubo velato (poesie), Edizioni di «Poesia», Milano, 1906.
- Le ranocchie turchine (poesie), Edizioni di «Poesia», Milano, 1909.
- Cavalcando il sole, (poesie), Edizioni di «Poesia», Milano, 1914.
- Quella che t'assomiglia, Milano, Vitagliano, 1920.
- La campana d'argento, in «Comoedia», II, n. 16, 1920.
- La danza del ventre, in «Comoedia», III, n. 20, 1921.
- Pinocchio innamorato, in «Comoedia», IV, n. 3, 1922.
- Il Cammello, in «Comoedia», V, n. 8, 1923.
- Allegoria della primavera, V, n.8, 1923.
- Pierrot impiegato del  lotto, in «Comoedia», VII, n. 4, 1926.
- Corte dei miracoli, in «Il Dramma», IV, n. 43, 1928.
- Il cerchio della morte, in «Il Dramma», VI, n. 89, 1930.
- Vamp (romanzo), Milano, Ceschina, 1930.
- Serenata celeste (romanzo), Milano, Ceschina, 1932.
- L'oasi, Milano, Treves, 1936.
- Stelle nel pozzo, in «Scenario», IX, n. 4, 1943.